# Sabanejewia
Sabanejewia és un gènere de peixos actinopterigis de la família dels cobítids i de l'ordre dels cipriniformes.

## Taxonomia
- Sabanejewia aurata (De Filippi, 1863)[2][3][4]
- Sabanejewia balcanica (Karaman, 1922)[5]
- Sabanejewia baltica (Witkowski, 1994)[6][7]
- Sabanejewia bulgarica (Drensky, 1928)[8]
- Sabanejewia caspia (Eichwald, 1838)[9]
- Sabanejewia caucasica (Berg, 1906)[10]
- Sabanejewia kubanica (Vasilieva & Vasiliev, 1988)
- Sabanejewia larvata (De Filippi, 1859)[11]
- Sabanejewia romanica (Bacescu, 1943)[12]
- Sabanejewia vallachica (Nalbant, 1957)[13][14][15][16][17][18][19][20]